# Xeuchia
Xeuchia (in maltese Ix-Xewkija, pronuncia Sceuchìa, in italiano storico anche Casal Xeuchia o Sceuchia;) è un villaggio maltese sull'isola di Gozo, situato tra Ghain Sielem e Rabat.
Un elicottero di servizio collega la città all'aeroporto internazionale di Malta.

## Storia

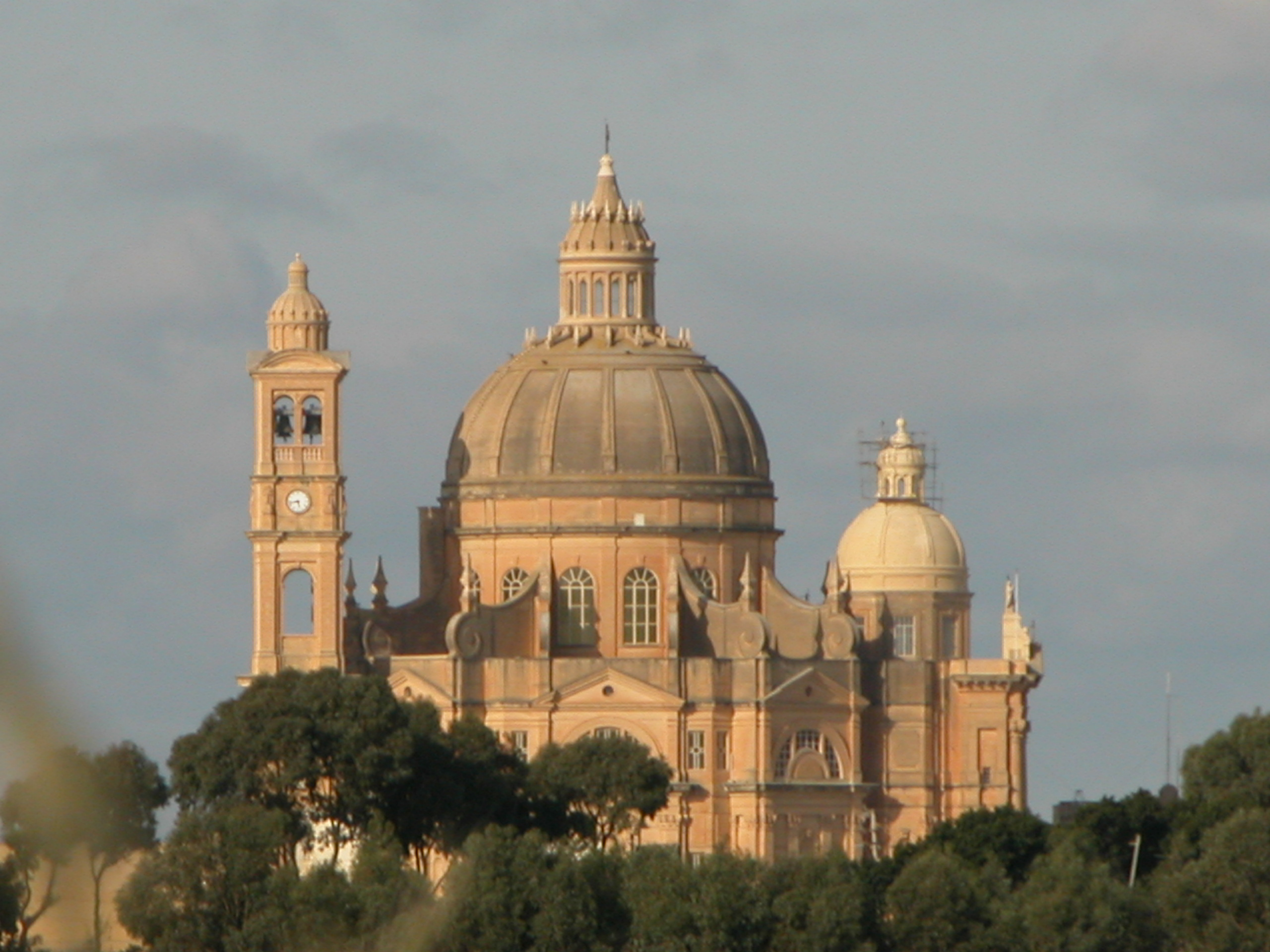
La Rotonda di Xeuchia

Xeuchia è il villaggio più antico di Gozo. Il 27 novembre 1678 fu eretto come la prima parrocchia fuori della città di Rabat. Xeuchia fu il primo distretto maltese che portava il nome di Casale.
È rinomata per la maestosa chiesa, la Rotonda (Rotunda), dedicata a San Giovanni Battista, progettata da Ġużè Damato.
Esattamente all'entrata del villaggio di Xeuchia si possono vedere ancora i resti di un mulino a vento, costruito durante l'epoca del Gran maestro dell'Ordine Ramon Perellos y Roccaful La particolarità di questo mulino, che lo rende unico nell'isola di Gozo, è che ha una pianta ottagonale disposta in base alle otto direzioni della rosa dei venti.
Sul luogo dove oggi si trova la chiesa parrocchiale si dice che si trovasse una grande pietra, chiamata la sedia dei vecchi, e non molto lontano si trova una piccola cappella dedicata alla Madonna della Misericordia. Precedentemente questa stessa cappella era dedicata all'apostolo San Bartolomeo. La torre di Santa Cecilia, lungo la strada per il porto di Mġarr, faceva parte del villaggio di Xeuchia, assieme ad altre torri, costruite per difendere l'isola di Gozo nel 1613.
Fino a pochi anni prima della Seconda guerra mondiale Xeuchia poteva vantare la suggestiva Torre del Giorgione (Ġorġon) che nel 1943 fu abbattuta per dare spazio ad una pista per gli aerei. La torre risaliva al XIV secolo e serviva come residenza estiva per i Gran Maestri dell'Ordine.
Un po' più lontano c'è un grande spazio, chiamato Spianata dei Lamberti, dove si vedono ancora i segni di antichi carri scavati nelle rocce, provenienti da Garbo, Mugiarro e dalle località Cencio e Salvatore.

### LaMaimuna

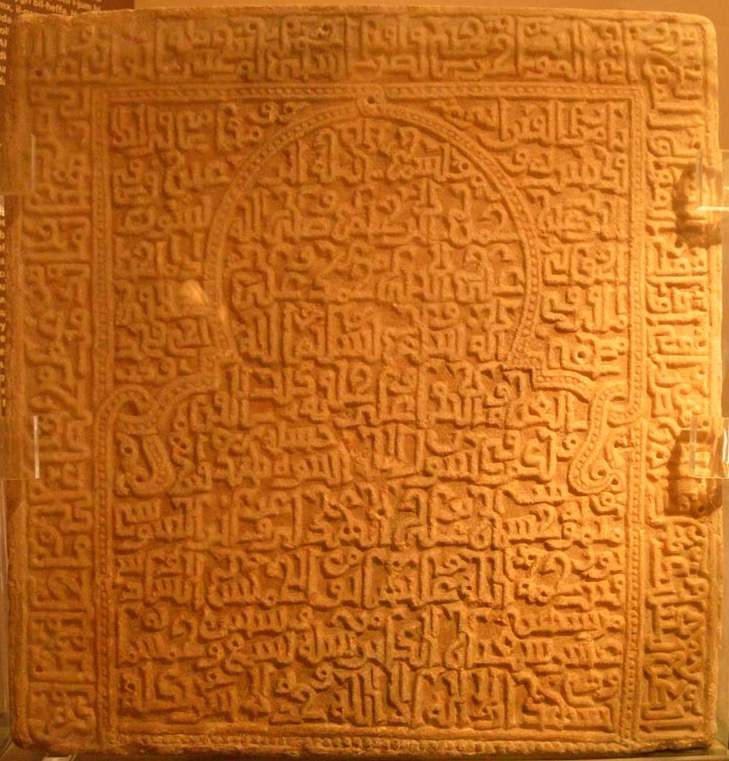
La Maimuna

Il periodo durante il quale Malta era dominata dagli Arabi ha un valore storico particolare, strettamente legato a Xeuchia . Venne trovato un reperto di rilevante valore storico, una lapide chiamata Maimuna scritta in arabo nel 1173. La lapide ricorda la morte di una giovane araba, di nome Maimuna, seppellita a Xeuchia nella zona ancora oggi chiamata Ta' Majmuna. La lapide è scolpita in un pezzo di marmo, probabilmente recuperato da qualche tempio pagano distrutto che si trovava sull'isola. La lapide venne portata nella Biblioteca Nazionale a La Valletta e poi, dal 1960, al Museo Nazionale di Gozo.

## Amministrazione

### Gemellaggi
- Castelvenere